# Дамилано, Маурицио
Маури́цио Дамила́но (итал. Maurizio Damilano; 6 апреля 1957, Скарнафиджи) — итальянский легкоатлет, специализировавшийся в спортивной ходьбе. Олимпийский чемпион, двукратный чемпион мира, участник четырёх Олимпиад.

## Карьера
Дамилано родился в спортивной семье скороходов. Его старший брат Сандро — тренер в области спортивной ходьбы, а брат-близнец Джорджио также скороход, участник Олимпиады в Москве (11-е место).
Маурицио Дамилано начал международную карьеру в 1978 году на чемпионате Европы в Праге, где он занял шестое место в ходьбе на 20 километров.
На Олимпиаде в Москве итальянцу не было равных и он победил с олимпийским рекордом 1:23:35.5, обойдя ближайшего преследователя — Петра Поченчука более чем на минуту. Через год Дамилано, выступая в ранге Олимпийского чемпиона, выиграл Универсиаду в Бухаресте и стал вице-чемпионом Европы в помещении.
На Олимпиаде 1984 года итальянец был близок к тому, чтобы защитить звание чемпиона, но несмотря на то, что он показал время лучше, чем на московских Играх, Дамилано в острой борьбе уступил двум мексиканцам и стал бронзовым призёром. На тех же играх Маурицио стартовал на непрофильной дистанции 50 км, но не смог добраться до финиша.
В 1987 году на домашнем чемпионате мира в Риме Дамилано впервые стал чемпионом мира и был одним из фаворитов Олимпиады в Сеуле. Как и в Лос-Анджелесе, итальянец вмешался в борьбу за медали и вновь финишировал на третьей позиции, завоевав вторую «бронзу» Олимпийских игр.
На чемпионате мира в Токио итальянец защитил звание сильнейшего на планете, но на своей четвёртой Олимпиаде тридцатипятилетний скороход остался без медали — в Барселоне он финишировал четвёртым.
В 1992 в Кунео году установил мировой рекорд на неолимпийской дистанции 30000 м (2:01:44.1). По состоянию на 2015 год этот результат не превзойдён.

## Выступления на Олимпийских играх
| Игры              | Дисциплина   | Результат  | Место |
| ----------------- | ------------ | ---------- | ----- |
| Москва-1980       | Ходьба 20 км | 1:23:35 OR | 1     |
| Лос-Анджелес-1984 | Ходьба 20 км | 1:23:26    | 3     |
| Лос-Анджелес-1984 | Ходьба 50 км | DNF        | —     |
| Сеул-1988         | Ходьба 20 км | 1:20:14    | 3     |
| Барселона-1992    | Ходьба 20 км | 1:23:39    | 4     |